# NGC 448
NGC 448 је елиптична галаксија у сазвежђу Кит која се налази на NGC листи објеката дубоког неба.
Деклинација објекта је - 1° 37' 31" а ректасцензија 1h 15m 16,5s. Привидна величина (магнитуда) објекта NGC 448 износи 12,2 а фотографска магнитуда 13,2. Налази се на удаљености од 30,3000 милиона парсека од Сунца. NGC 448 је још познат и под ознакама UGC 801, MCG 0-4-60, CGCG 385-51, PGC 4524.